# Uintacyon
Uintacyon és un gènere extint de carnivoraforme que visqué durant l'Eocè. Se n'han trobat restes fòssils a Wyoming, Nou Mèxic i Colorado (Estats Units), així com França i el Regne Unit.